# Campidoglio (Williamsburg)
Il Campidoglio di Williamsburg fu il primo edificio del genere ad essere costruito in America nel 1705. Una versione ricostruita è al centro della restaurata Colonial Williamsburg.

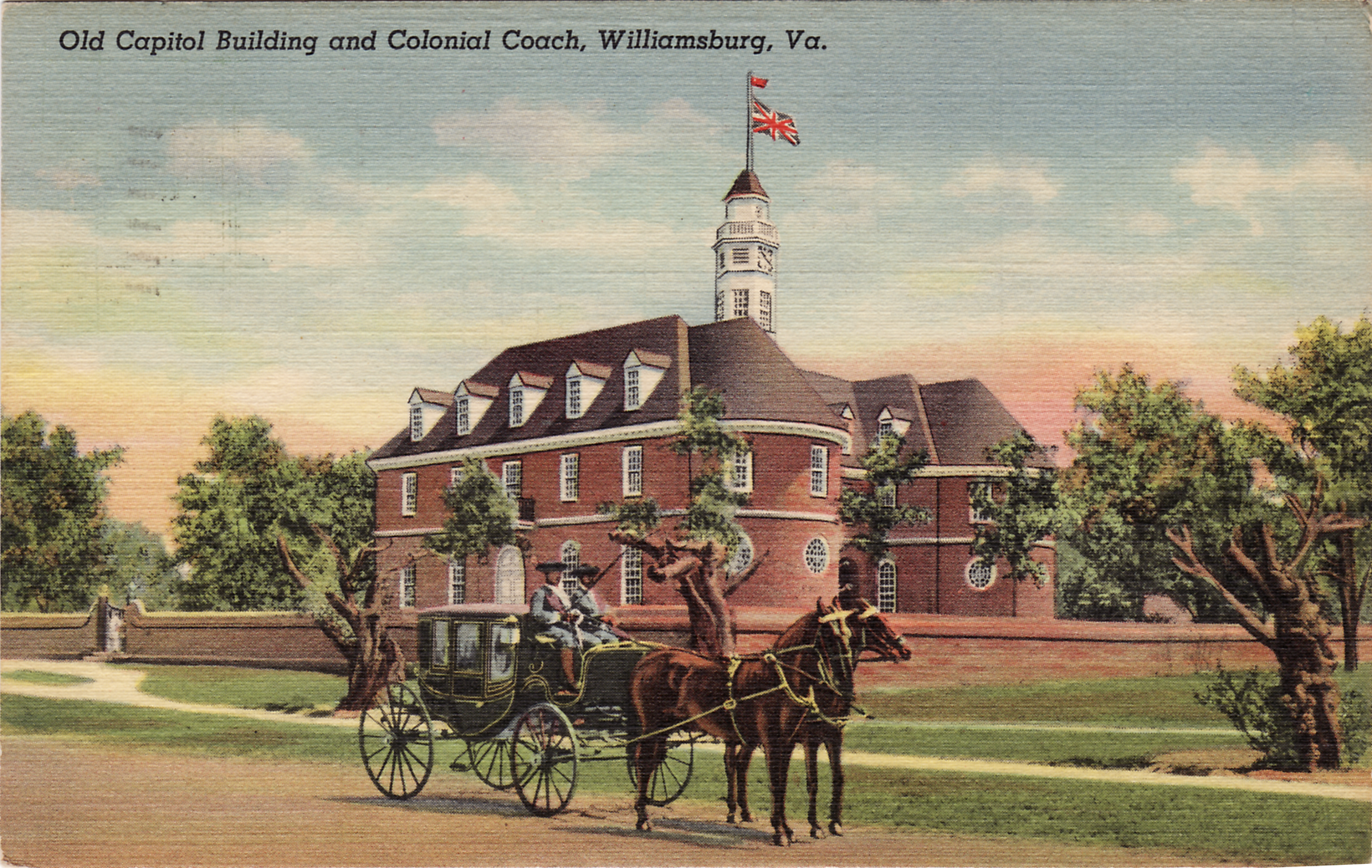
Il Campidoglio di Williamsburg restaurato nel 1941

## Edificio originale 1705-1780
L'edificio venne completato nel 1705, e andò poi in cenere nel 1747 e quindi ricostruito. Il Campidoglio ed il Palazzo del Governatore sono stati il centro della vita politica e sociale della Virginia per la maggior parte del XVIII secolo. Fra i membri della House of Burgesses che si riunirono nel Campidoglio vi furono Patrick Henry, George Washington, George Mason e Thomas Jefferson.
Dopo che la capitale della Virginia venne spostata a Richmond nel 1780, all'inizio della guerra d'indipendenza americana, il vecchio Campidoglio venne utilizzato dalle forze armate britanniche. Dopo la battaglia di Yorktown, e la resa di lord Cornwallis, rimase abbandonato e venne smantellato per recuperare materiale da costruzione.

## Restauro: Colonial Williamsburg

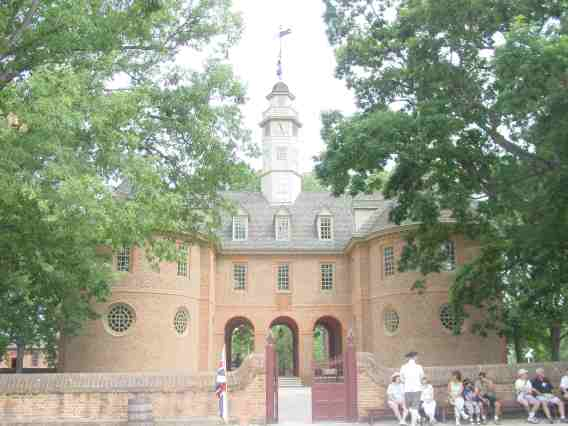
Il Campidoglio.

Nei primi anni del XX secolo, il reverendo W.A.R. Goodwin intraprese il restauro della storica Bruton Parish Church (1711) della quale era il rettore. Il suo sogno di restaurare gli altri edifici storici dell'antica capitale coloniale, lo portarono a rivolgersi alla Standard Oil ed ad altri filantropi come John D. Rockefeller Jr. che gli consentirono di creare la Colonial Williamsburg. Il Campidoglio ricostruito, assieme al Palazzo del Governatore ed al Wren Building del College di William e Mary costituirono le tre principali strutture del restauro.